# Hujja
 (juillet 2025).
Le contenu est difficilement compréhensible vu les erreurs de traduction, qui sont peut-être dues à l'utilisation d'un logiciel de traduction automatique.
Hujja est un terme utilisé dans la terminologie chiite et qui signifie « preuve implicite : preuve de Dieu ». Il est généralement utilisé pour désigner un seul individu à une époque humaine donnée qui représente la "preuve" de Dieu pour l'humanité. Le hujja est un prophète ou un imam qui possède une relation avec Dieu plus grande que quiconque. L' Imam qui est le hujja de son temps fonctionne comme l'ultime médiateur entre Dieu et l'humanité, donnant à l'Imam la plus grande priorité pour l'interprétation du Coran. En tant que médiateur entre Dieu et l'humanité, l'imam est le seul à pouvoir résoudre correctement les interprétations contradictoires des paroles du Coran, conférant à l'imam l'autorité ultime sur la connaissance divine. Dans le chiisme de Twelver, le titre de "hujja" est spécifiquement appliqué au douzième imam qui se trouve actuellement dans une période de clandestinité et est attribué à la tradition d'utiliser des hadiths chiites pour guider la communauté religieuse. Le mot Imam et hujja ne se réfèrent pas nécessairement à la même personne car un Imam peut ne pas être hujja mais peut garder le titre d'Imam.

## Preuve de Hujja
L'imam qui est hujja est hujja pour plusieurs preuves logiques différentes qui sont soutenues par l'interprétation du Coran Shi'i et le hadith Shi'i. La première preuve d'un imam qui est hujja est présentée par le rôle de l'imam comme médiateur entre Dieu et l' humanité. La nomination divine de l'Imam, selon la croyance chiite, a été transmise du prophète Mahomet à 'Ali et ses fils al-Hasan et al-Husayn, qui ont transmis la connaissance divine à leurs fils et ainsi de suite. Par conséquent, seuls ceux qui sont membres de la lignée familiale du Prophète possèdent la connaissance divine de Dieu et sont donc hujja.
La deuxième preuve qu'un imam est hujja est montrée par la direction intérieure que l'imam fournit à l'humanité "car il est un canal de grâce divine qui lui vient intérieurement du royaume suprasensible" . L'Imam avec sa connaissance approfondie des différents niveaux de comportement humain et de foi spirituelle, est capable d'influencer les pensées et les êtres intérieurs des autres pour les aider à affiner leur âme et leur voyage intérieur. La direction divine de l'imam de Dieu lui donne la capacité de diriger et d'influencer, c'est pourquoi l'imam est hujja (preuve de Dieu).
La troisième preuve qu'un imam est hujja est basée sur l'immunité de l'imam contre la pollution du péché humain. L'Imam est une telle figure spirituelle divine qu'il est libre de commettre une erreur humaine ou une mauvaise interprétation du Coran, ce qui entraînerait autrement une erreur humaine et le péché. Car un homme qui commet un péché n'est pas apte à diriger car il peut propager le péché et se voit donc refuser le rang d'Imam et ne peut donc pas posséder le hujja. Seuls ceux qui sont exempts d'erreur peuvent être considérés comme divinement touchés et sont donc hujja et ont droit à l'Imamat.
La quatrième preuve que l'Imam est hujja est déduite par la raison. La grâce de Dieu maintient ses créatures vers l'obéissance et les éloigne de la désobéissance. Cependant, si Dieu ordonne à l'homme de faire quelque chose qu'il sait que l'homme ne peut pas faire ou aura du mal à faire, il contredirait son propre but. Par conséquent, Dieu donne à l'humanité hujja pour aider à conduire l'homme vers Dieu et sa grandeur spirituelle. Le hujja envoyé ici est rempli de conseils spirituels et aide à diriger l'homme vers Dieu, ce que fait également l'imam, c'est pourquoi l'imam est hujja.
La dernière justification du hujja vient de l'idée que sans le hujja le monde n'existerait pas. "Le monde ne peut exister même un instant sans l'imam qui est le hujja de Dieu. Si l'imam devait être enlevé de la terre même pendant une heure, la terre engloutirait ses habitants comme la mer engloutit son peuple ". L'idée que l'Imam, qui est hujja, est toujours présent aide à soutenir le fait que Dieu est toujours présent à l'humanité et elle soutient le fait que ce n'est que par l'Imam que Dieu peut être connu.